# 韦赖布
韦赖布，是匈牙利费耶尔州所辖的一个村。总面积22.32平方公里，总人口804，人口密度36.0人/平方公里（2011年1月1日）。